# Mihăilești
Mihăilești es una ciudad en el distrito Giurgiu, Muntenia, Rumania situada a la orilla del Danubio y el canal Danubio – Bucarest, que está en la fase de proyecto. Tiene una población de 7.483 habitantes.
- Datos: Q963829
- Multimedia: Mihăilești / Q963829

1. ↑  Worldpostalcodes.org,código postal n.º 085200.